# Comunidade virtual

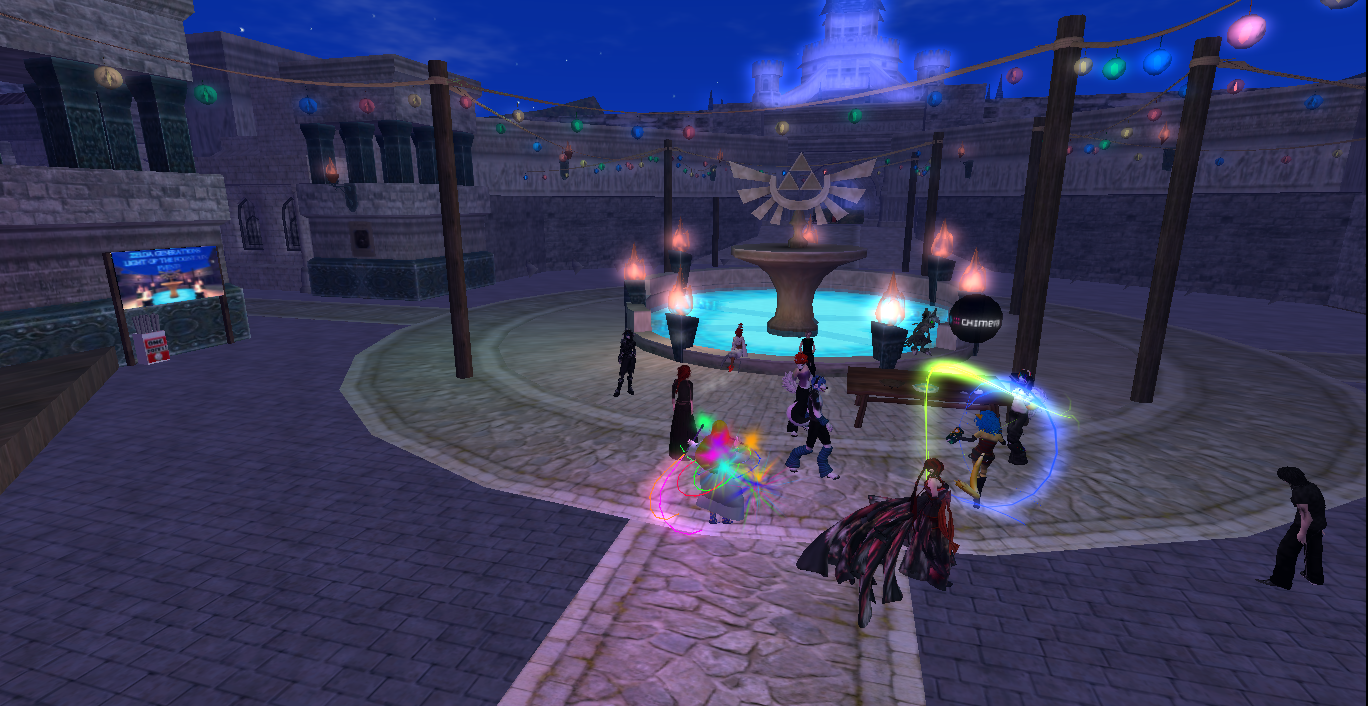
Festa no jogo Second Life.

Uma comunidade virtual é uma comunidade que estabelece relações através de meios de comunicação à distância.
Caracteriza-se pela aglutinação de um grupo de indivíduos com interesses comuns que trocam experiências e informações em ambiente virtual.
Um dos principais fatores que potencializam a criação de comunidades virtuais é a dispersão geográfica dos membros. O uso das tecnologias de informação e comunicação - TICs minimiza as dificuldades relacionadas a tempo e espaço, promovendo o compartilhamento de informações e a criação de conhecimento coletivo.

## Subtipos de comunidade virtual
Dos três tipos já listados derivam alguns subtipos conhecidos:
Dos Fóruns:
- Sites onde usuários podem fazer perguntas e outros usuários podem respondê-las, como o Yahoo! Respostas e o Quora, para perguntas gerais; e o Stack OverFlow voltado para programadores. Esse tipo de fórum é o mais comum e o mais utilizado.
- Fóruns de suporte técnico como os utilizados pela Microsoft para auxiliar os usuários de seus produtos com problemas usuais. Além dos fóruns de suporte feitos por empresas existem também fóruns colaborativos de assuntos diversos em que a troca de informações é constante.

Das Salas de Chat e Redes Sociais:
- Algumas redes sociais, como o Facebook, já utilizam de uma combinação entre esses dois tipos de comunidade online que une a interação social com a troca de mensagens instantâneas, o que torna a comunidade mais interativa para os seus usuários.
- Alguns exemplos antigos de salas de chat são o Bate-Papo Uol e o MSN Messenger, os quais foram muito utilizados no fim da década de 90, início dos anos 2000.
- Outros exemplos de redes sociais são o LinkedIn, voltada para negócios, o Twitter com o objetivo de transmitir informações situações momentâneas rapidamente, e um dos mais recentes Snapchat, que permite ao usuário a troca de imagens, as quais quando recebidas por outro usuário só podem ser vistas por um tempo determinado pelo remetente.

## ComunidadesOnlinee oCrowdsourcing
Há também tipos de comunidades online que fogem do usual, comunidades de Crowdsourcing, como o Linux, são exemplos fortes do poder das comunidades online e de como a interação de usuários por um bem comum pode ser bastante produtiva. Outro exemplo concreto de crowdsourcing como uma comunidade online é o Amazon's Mechanical Turk, "um pequeno tentáculo do octopus Amazon", como coloca Jonathan Zittrain, que visa o mesmo objetivo do Turco original. Essa plataforma de crowdsourcing é descrita como uma inteligência da inteligência artificial. Em outras palavras, ela visa utilizar a inteligência humana para realizar tarefas que um dia o computador poderá fazer. O Mechanical Turk atribui HITs, ou Tarefas de Inteligência Humana, do inglês Human Inteligence Tasks, mundo afora oferecidos por alguns centavos. A tarefa, muitas vezes é só catalogar imagens. Impressionantemente, existem milhares de pessoas que "turkam" e estes microtrabalhadores tendem a "turkar" por várias horas.
Um projeto similar começou, em novembro de 2011, quando a NASA fez algo não usual: pediram que amadores ajudassem a mapear a superfície de Marte. A agência organizou um site chamado ClickWorkers, onde as pessoas podiam fazer um pequeno tutorial de como classificar as crateras de Marte e depois começar a trabalhar clicando em fotos de Marte. A NASA agregou todos os cliques para que fosse feito um mapa das crateras de Marte. Dois fatos impressionaram os pesquisadores. Primeiramente, mesmo sem nenhum incentivo financeiro para participar, mais de cem mil pessoas fizeram parte deste estudo, gerando mais de 2.4 Milhões de cliques. Em segundo lugar, e mais impressionantemente, a produtividade coletiva de todos aqueles cliques amadores foi muito boa. Reforçando mais uma vez a importância das forças coletivas e do poder do crowdsourcing.

## Papéis de uma ComunidadeOnline
Embora comunidades online se diferenciem no conteúdo da comunidade real, os papeis assumidos por seus usuários são bem similares. Elliot Volkman coloca várias categorias de usuários que tem seus papeis no ciclo da rede social, estes incluem:
- Arquiteto da comunidade – Cria a comunidade dizendo seus objetivos, cria o seu site e estrutura online.
- Administrador da comunidade - Fiscaliza o processo da sociedade. Dita as regras, encoraja normas sociais, ajuda novos membros e faz propaganda da comunidade online.
- Membro pagante - Esse tipo de usuário contribuinte para o site com dinheiro com o propósito de manter a comunidade ativa, além de ser um membro contribuinte de conteúdo.
- Membro não-pagante - Contribui somente com conteúdo para manter a comunidade ativa.
- Usuários de poder - Melhores amigos dos administradores, fazem propaganda de como a comunidade é boa para o público geral e contribui da melhor forma possível para a ambiente.
- Observadores Ativos: Usuários que não contribuem para a comunidade com conteúdo, mas consomem o conteúdo e compartilham em outras comunidades, os quais participam.
- Observadores Passivos: Usuário que não contribuem para comunidade com conteúdo, nem compartilham, somente consomem. Esse tipo de usuário em conjunto com os observadores ativos compõem o maior percentual de membros da sociedade.

## Problemas
Comunidades Online são áreas relativamente novas e não exploradas. Elas promovem uma nova comunidade que ainda da internet não era presente. Embora elas possam trazer uma quantidade vasta de coisas boas, esses relacionamentos sem ligação com raça, religião, gênero ou geografia, podem também causar muitos problemas.
A teoria da percepção de risco, a incerteza de participação em uma comunidade online, é bem comum, particularmente para as circunstâncias a seguir:
1. Execuções ou performances;
2. Finanças;
3. Oportunidade ou tempo;
4. Segurança;
5. Socialização;
6. Perda psicológica. 
Clay Shirky explica um desses problemas como dois bambolês. Com a imersão das comunidades online existe um bambolê "vida real" e outro "vida online". Esses dois bambolês eram utilizados completamente separadamente, mas agora são usados em conjuntos e se entrelaçam. O problema com esse entrelaçamento é que não existe mais nenhuma distinção entre interações cara-a-cara e interações online. Shirky ilustra isso com um encontro. Um grupo de pessoas vão se encontrar, mas elas também vão estar conectadas à internet, utilizando comunidades online como a Wikipédia. 

### Trollinge assédio
O problema mais comum numa comunidade online tende a ser assédio online, significando ameaças ou conteúdo ofensivo direcionado a amigos ou desconhecidos através da internet. Quando essas publicações são feitas "pela zueira" (isto é, pela diversão), então esse ato fica conhecido como trolling. Às vezes, trolling é feito para prejudicar outro em benefício do troll, pessoa que está fazendo a publicação. A motivação primária para estas publicações é a sensação de poder que a exposição alheia traz. Algumas dessas publicações acabam em processos jurídicos. Um caso conhecido é o de Natasha MacBryde que foi atormentadas por Sean Duffy, que depois foi processado. Em 2010, Alexis Pilkington, nova-iorquino de 17 anos cometeu suicídio. Trolls encheram sua página de tributo postando imagens insensíveis e horríveis de forcas e outros símbolos suicidas. Quatro anos depois de uma jovem de 18 anos da Califórnia morrer num acidente de carro, trolls pegaram imagens de seu corpo desfigurado, que encontraram na internet e usaram para torturar os pais da garota. A porcentagem reportada de assédio online vem aumentando e nos anos de 2000 até 2005, houve um aumento de 50% desse assédio entre os jovens.
O Cyberbulling (ou Assédio Virtual) também é proeminente online. O Assédio Virtual é definido como um assédio repetido infringido a terceiros através de meios de tecnologia da informação. A vitimização do cyberbulling se tornou conhecimento público depois de várias notícias que surgiram sobre o tópico. Por exemplo, um calouro da Universidade Rutgers, Tyler Clementi cometeu suicídio em 2010 depois de seu colega de quarto ter filmado secretamente uma encontro intimo e depois publicada na internet.
Trolling e cyberbullying em comunidades online são muito difíceis de serem parados por uma série de razões:
1. Membros da comunidade não querem ter suas ideologias liberais, de que o estado deve ceder direto de fala a todos, violadas.
2. A distribuição natural das comunidades online torna difícil a concordância entre os membros.
3. A administração da comunidade tem problemas com quem escolher para a moderação e como fiscalizar esses tipo de atividades.

Além disso, existem as comunidades não reguladas, que são estabelecidas quando usuários se comunicam através de um site e não existe termos de uso mútuo. Não existe regulador. Grupos de interesse ou blogs anônimos são exemplos de comunidades irregulares.

### Privacidade
Comunidades Online como redes sociais não tem distinções muito claras entre informação privada e pública. Para a maioria das redes sociais, usuários tem que prover informações pessoais para o seu perfil. Geralmente, os usuários podem controlar o tipo de informação que outros usuários podem acessar baseado em familiaridade de um usuário com outro. Essas limitações são conhecidas como "configurações de privacidade". Configurações de privacidade trazem questionamentos de como as configurações de privacidade e termos de serviço afetam a expectativa de privacidade na rede social. Afinal, o propósito da comunidade online é o compartilhamento de informações entre usuários num espaço comum. Além disso, é difícil abrir ações legais ou processos quando um usuário sente que sua privacidade está sendo violada porque eles, teoricamente, assumiram os compromissos quando entraram para a comunidade online, primeiramente. O criador do Facebook, Mark Zuckerberg, notou que houve uma mudança no comportamento dos usuários ao longo do tempo, com a evolução da rede social. Aparentemente, a disposição da sociedade para compartilhamentos de publicações criou um ambiente onde a privacidade importa menos para os usuários do que quando a rede social começou. Embora o usuário mantenha suas informações pessoais privadas, a sua atividade, como fotos, publicações são abertos para qualquer um observar. Quando um usuário publica uma informação num site ou comenta ou responde uma informação postada por outros, as redes sociais criam um histórico da atividade do usuário.

## Formatos
- Árvore de discussão
- Fórum de discussão
- Lista de discussão
- Orkut - site no qual se constituem comunidades que reúnem pessoas interessadas no mesmo tema.
- Second Life - criação de um mundo virtual
- Habbo - é uma comunidade virtual online em que se cria o avatar e seu quarto, adota pets e muito mais